# دردار ملتوي
دردار ملتوي (الاسم العلمي:Ulmus tortuosa) هو نوع نباتي يتبع جنس الدردار من فصيلة الدردارية.